# Вкладиші (навушники)

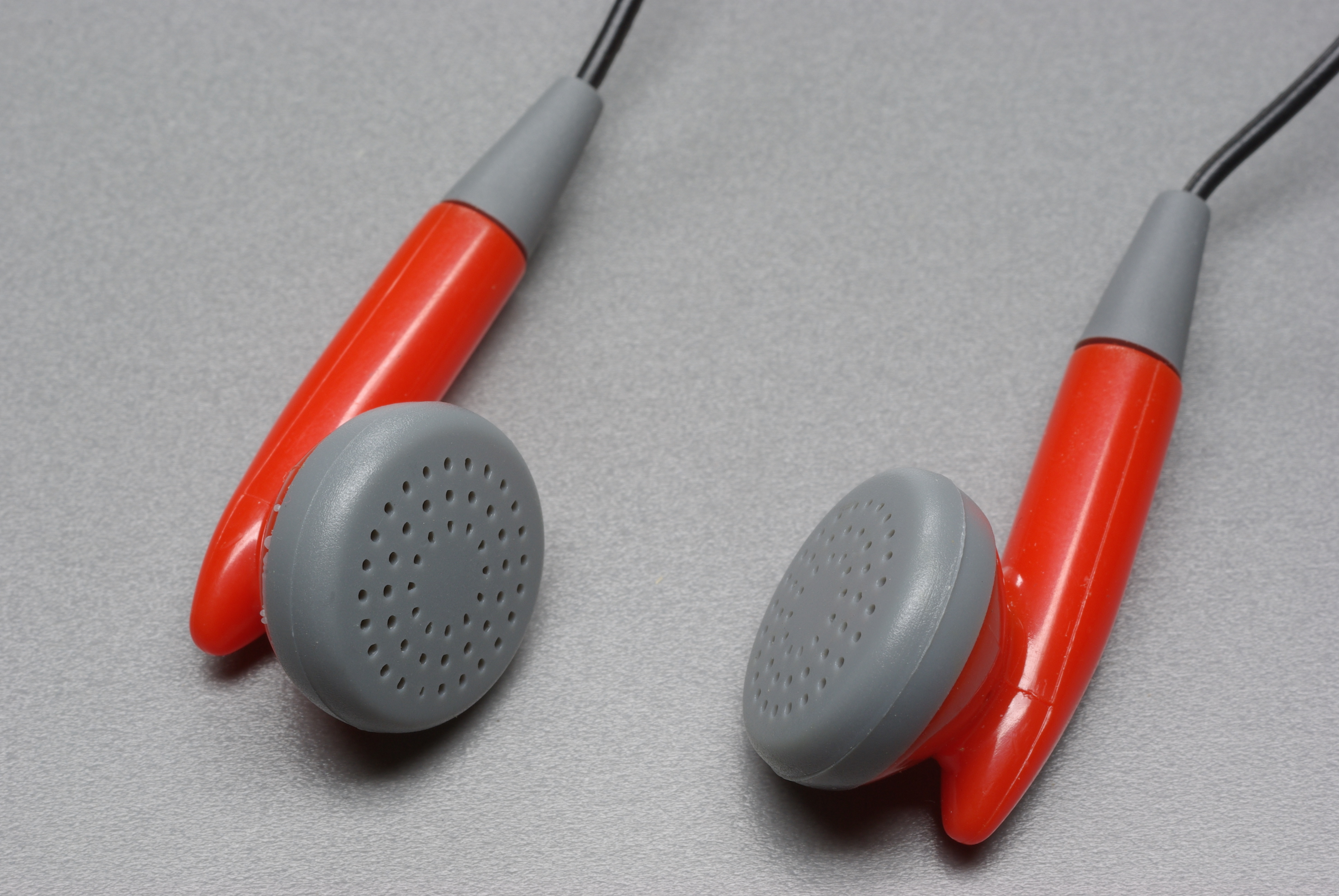

«Вкладиші» (таблетки) — навушники, які закладаються в вушну раковину і утримувані там силою пружності. Внаслідок маленького розміру мембрани і відсутності звукоізоляції, вважаються не дуже придатними в плані передачі всіх звукових, чутних вухом частот.
У 1991 році інженери компанії Etymotic Research, адаптували аудіологічні навушники (використовувані в діагностичних тестах і дослідженнях слуху) для використання в аудіотехніки. Ці навушники були першими, за зразком яких створюються всі навушники — вкладиші в секторі споживчої електроніки.
За деякими даними, часте і тривале використання таких вкладишів веде до підвищеної стомлюваності і поступового зниження слуху.